# Nhà nước Tự do Congo
Nhà nước Tự do Congo (1885-1908) là một quốc gia-doanh nghiệp của riêng Vua Léopold II của Bỉ. Léopold II đã lập ra một tổ chức phi chính phủ ảo, gọi là Association Internationale Africaine, mà ông là cổ đông duy nhất đồng thời là chủ tịch hội để quản lý nhà nước này. Toàn bộ lãnh thổ nhà nước này ngay nay là Cộng hòa Dân chủ Congo. Dưới sự cai trị của Léopold II, Nhà nước Tự do Congo chìm trong cảnh khủng bố, giết chóc hàng loạt, săn người làm nô lệ. Số lượng người bị giết từ 5 đến 20 triệu người tùy nguồn số liệu khác nhau. Năm 1900, sự tàn bạo của chính quyền Léopold II ở đây bị báo chí châu Âu và Mỹ lên án mạnh mẽ. Năm 1908, Nhà nước Tự do Congo được chuyển thành Congo thuộc Bỉ.

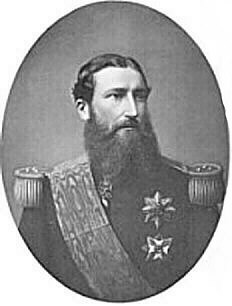
Vua Léopold II của Bỉ, ông chủ của Nhà nước Tự do Congo
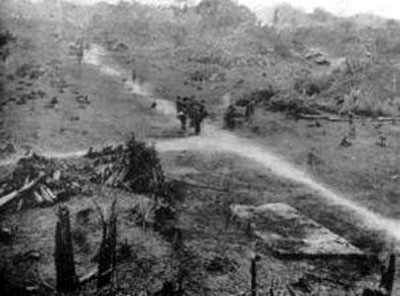
Một bản làng của người bản xứ bị đốt sạch để lấy đất làm đồn điền cao su
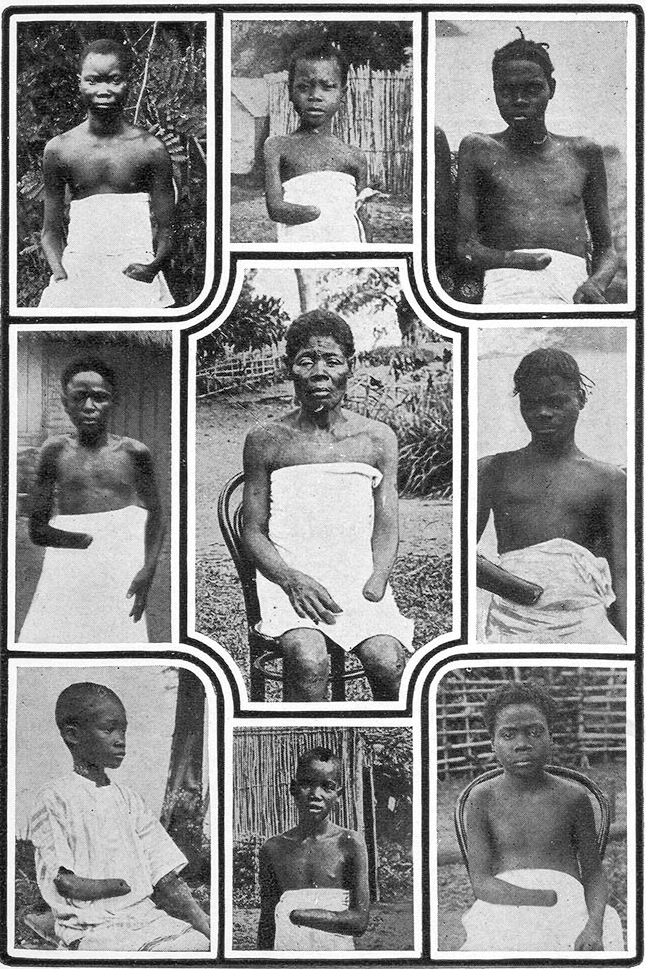
Những trẻ em bản xứ bị biến thành nô lệ và bị chặt tay khi không nghe lời